# John Atherton
John Atherton (Somerset, Inglaterra, 1598 – Dublin, 5 de dezembro de 1640) foi um bispo anglicano da Igreja da Irlanda. Atherton foi condenado à forca, juntamente com o seu amante, sob a acusação de sodomia.
Dada a escassez de registros do seu julgamento, a inocência de Atherton remanesce como objeto de estudo.

## Biografia
Atherton nasceu em Somerset, Inglaterra. Estudou na Universidade de Oxford e juntou-se aos clérigos anglicanos. Recebeu o título de bispo de Waterford e Lismore no ano de 1636, por recomendação de Thomas Wentworth, Conde de Strafford e Lorde-Tenente da Irlanda. Seis anos depois, Atherton foi condenado à forca pela prática de sodomia com John Childe, cobrador do dízimo.

### Conspiração
Em 1710 surgiram rumores de que ele fora vítima uma conspiração. Enquanto bispo, Atherton reuniu um grande número de inimigos - católicos e protestantes - graças à sua campanha para recuperar as terras da Igreja.
À época de seu julgamento, Atherton negou a acusação de sodomia perante o tribunal, mas confessou-a ao padre que lhe visitou no cárcere.. A conspiração teria sido organizada por um advogado chamado Butler, envolvido nas disputas de terras na região de Waterford
Seu suposto amante, John Childe, foi enforcado em março de 1641. Em Londres, no mesmo ano, foi impresso um panfleto com o poema intitulado "The Life and Death of John Atherton" (A Vida e Morte de John Atherton), de autoria desconhecida, que descreve a vida e o julgamento do bispo, além de explorar a natureza hedionda dos seus crimes.